# Cord Automobile

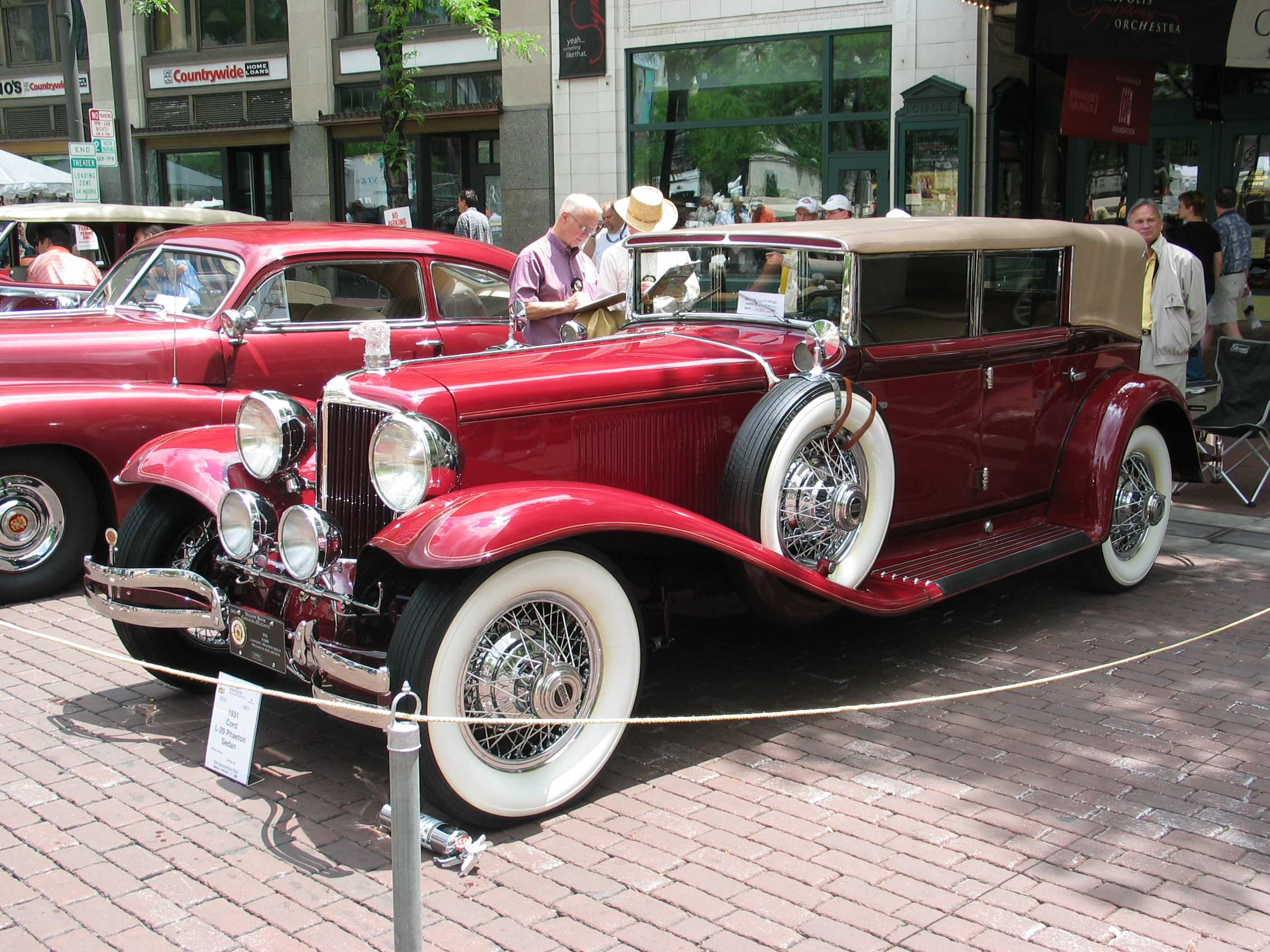
L-29 Phaeton 1929 года на Гран-при Соединённых Штатов в 2005 году.

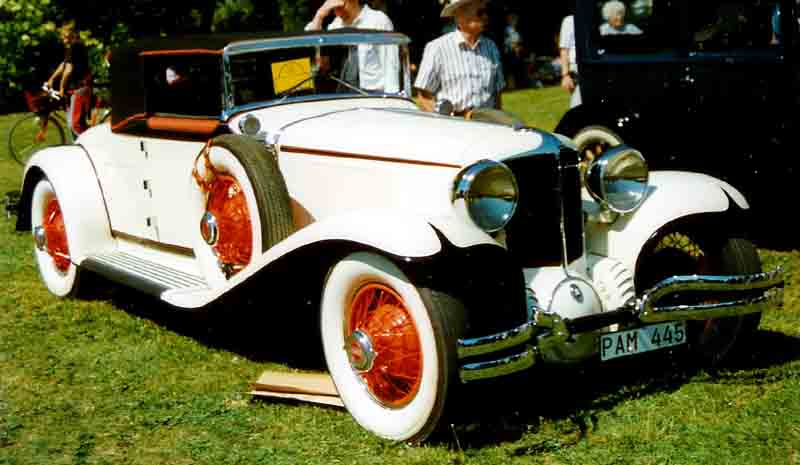
L-29 Convertible Coupé 1931 года

Cord — американская автомобильная марка, принадлежавшая компании Auburn Automobile с 1929 по 1932 год и затем с 1936 по 1937 год.
Холдинговая компания Cord Corporation была основана Эрреттом Лоббаном Кордом (Errett Lobban (E.L.) Cord) для производства транспортных средств, включая Auburn. 
Автомобили Cord были известны своим роскошным дизайном и техническими новшествами. Корд полагал, что создание различных новаторских моделей принесёт успех, однако это не всегда срабатывало на практике.

## Инновации

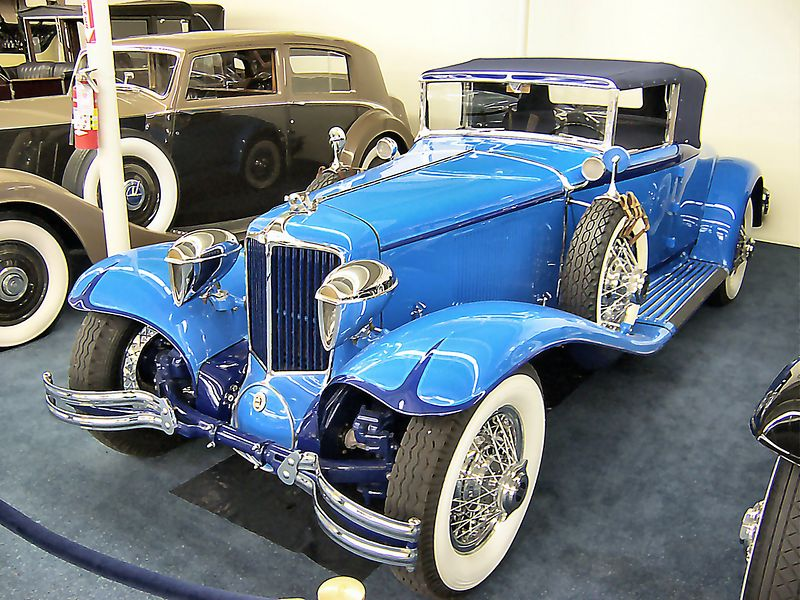
L-29 1930 года

В числе новаторских автомобилей Cord были переднеприводной L-29 и аэродинамичные модели 810 и 812 с убираемыми в крылья (потайными) передними фарами.
Переднеприводные автомобили получили широкое распространение в Соединённых Штатах Америки только с конца 1970-х годов, хотя отдельные переднеприводные машины выпускались и ранее, например, с 1962 года западногерманский филиал Ford Köln выпускал малолитражки Ford 12M P4, а с 1966-го — рестайлинговый Ford 12M P6 на переднеприводной платформе, которую в конце 1950-х разработала именно головная североамериканская компания Ford Motor как проект Ford Cardinal — конкурент для VW 1200 («Жук») на американском рынке. Проект, однако, был отменён маркетологами Ford, как слишком непривычный для американских потребителей и заменён на проект классического Ford Falcon. Так что, реально первыми послевоенными американскими переднеприводными автомобилями стали премиальные «персональные купе» Oldsmobile Toronado 1966 года и Cadillac Eldorado 1967 года на так называемой Е-платформе производства General Motors (GM).

Складывающиеся в крылья фары не были стандартным оборудованием в США (и во всём мире) до 1960-х годов, хотя ими и оснащались автомобили DeSoto 1942 года. Ранний дизайн модели Oldsmobile Toronado с потайными фарами, по словами дизайнеров GM, разрабатывался именно под влиянием модели Cord 810/812. Собственно, переднеприводное купе Toronado и было своего рода идейным перевоплощением довоенного Cord.

## Cord L-29
Cord L-29 являлся первым американским переднеприводным автомобилем в 1929 году, опередив Ruxton на несколько месяцев. Являясь детищем бывшего инженера Карла Ван Ранста (Carl Van Ranst), он заимствовал привод гоночных машин Indianapolis 500 с компоновкой и тормозами de Dion, что позволило его силуэту быть ниже конкурирующих машин. Автомобили, построенные на шасси Cord с кузовами от ведущих американских и европейских производителей, участвовали в конкурсах по всему миру. Образец, получивший корпус бельгийского дизайнера русского происхождения Алексея Сахновского, выиграл награды трёх конкурсов: в Монте-Карло, Париже и Бьюли.
Автомобиль оснащался рядным восьмицилиндровым двигателем Auburn объёмом 4934 см³ мощностью 125 л. с. и трёхступенчатой механической коробкой передач. Число передач было недостаточным и машина весом 2100 кг могла развивать максимальную скорость только 130 км/ч, что было недостаточно; менее дорогие Auburn развивали бо́льшую скорость. Тем не менее, автомобиль с колёсной базой 3490 мм и стоимостью около $3000 пользовался популярностью у состоятельных людей и успешно конкурировал с такими марками, как Marmon, Lincoln, Packard, Franklin и Stutz. В 1930 году Chrysler скопировал некоторые элементы стиля.
Начавшаяся «Великая депрессия» положила конец производству автомобиля в 1932 году; всего выпущено около 4400 машин.

## Cord Model 810

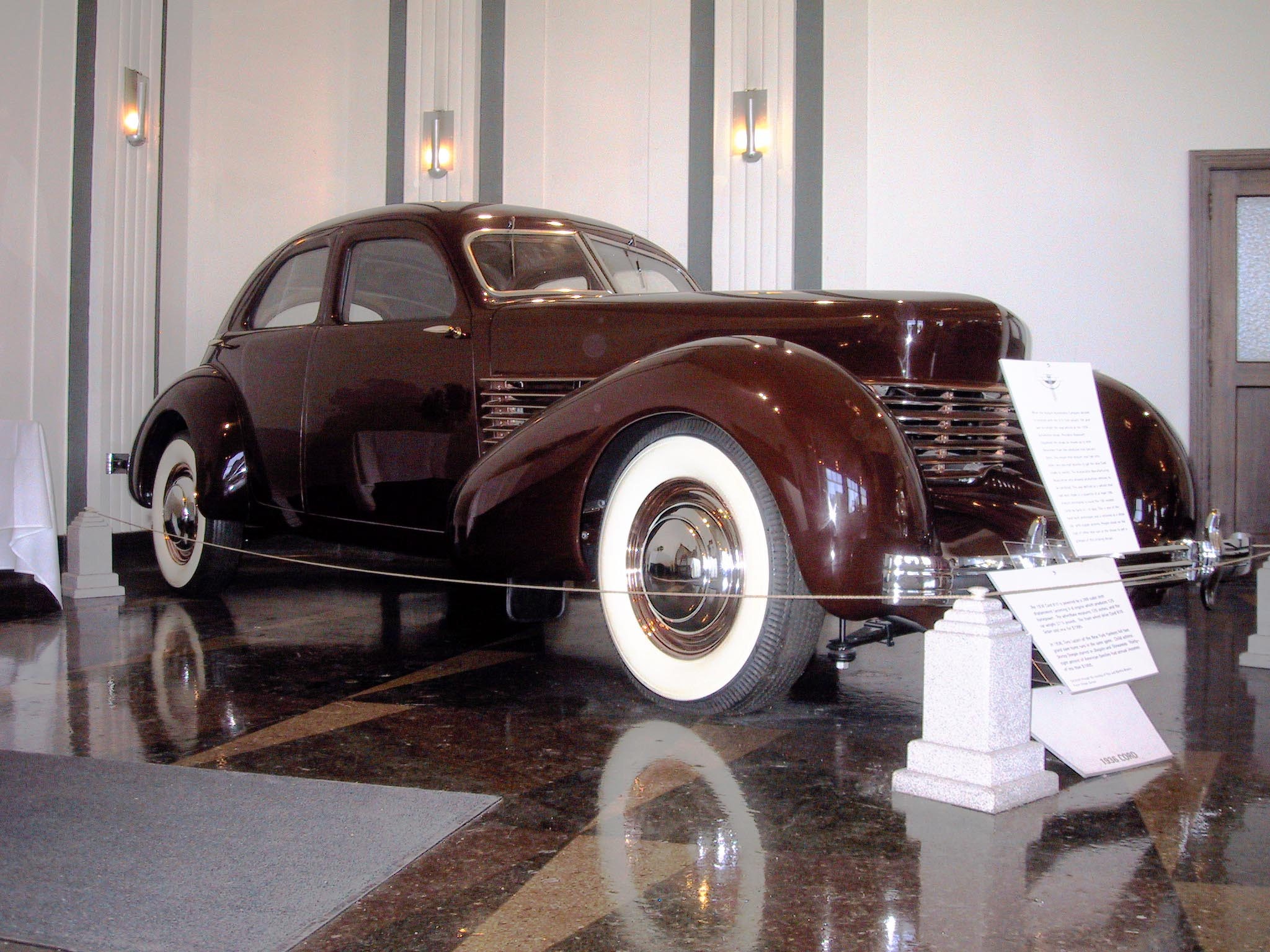
Cord 810

Дизайн кузова был разработан командой Гордона М. Бёрига (Gordon M. Buehrig), в которую вошёл молодой Винс Гарднер (Vince Gardner). Новый американский переднеприводной автомобиль имел независимую переднюю подвеску, трубчатую заднюю ось, колёсную базу 317,5 см, расположенный впереди двигатель Lycoming V8 рабочим объёмом 4739 см³ и полуавтоматическую 4-ступенчатую коробку передач (с овердрайвом). Эта трансмиссия в модифицированном виде устанавливалась также на заднеприводной Tucker Sedan 1948 года. Благодаря отсутствию карданного вала и проходящего под днищем «туннеля» трансмиссии новый автомобиль имел низкую посадку, позволившую обойтись без подножек.
Отличительными особенностями модели 810 являлись скрытые дверные петли и горловина топливного бака, откидывающийся назад (а не в боковые стороны) капот, «скрывающиеся» фары Stinson, стеклоочистители с переменной скоростью и характерную запоминающуюся решётку радиатора. На приборной панели находились тахометр и радиоприёмник, не входившие в стандартную комплектацию автомобилей вплоть до начала 1950-х годов.
Новый автомобиль был представлен на Нью-Йоркском автосалоне в ноябре 1935 года, где стал настоящей сенсацией — множество заказов было получено именно во время показа, но автомобили не поставлялись до февраля следующего года. Корд обещал изготовить тысячу автомобилей к Рождеству, но из-за проблем с полуавтоматической коробкой передач в первый год производства было продано только 1174 машин.
В 1937 году появляется модель 812 с турбонаддувом, имевшая хромированные выхлопные трубы с обеих сторон капота и мощность 170 л. с.
Несмотря на определённый успех, выпуск новой машины не позволил Корду избежать краха своей компании.
В СССР автомобили марки Cord не были особо известны. Тем не менее, выдающийся лётчик Михаил Михайлович Громов, командир самолёта АНТ-25, совершившего беспосадочный перелёт из Москвы до границы США с Мексикой, предпочёл приобрести именно такую машину. Приобретённый им в США Cord Model 812 до сих пор в строю, сегодня им владеет частный коллекционер.